# Natation aux Jeux paralympiques d'été de 2020
Navigation
Rio de Janeiro 2016 Paris 2024
Les épreuves de Natation des Jeux paralympiques d'été de 2020 ont lieu du 24 août 2021 au 5 septembre 2021 à Tokyo au Centre aquatique olympique. Près de 620 athlètes étaient attendus, en faisant la deuxième discipline paralympique avec le plus de concurrents.
Pour les Jeux paralympiques de Tokyo 2020, l'CIP octroie des invitations systématiques à tous les comités paralympiques n'ayant pas réussi à qualifier un nageur.
La compétition concerne les handicaps physiques touchant les membres (déficience des fonctions des membres supérieurs et/ou inférieurs), les handicaps visuels et les handicaps intellectuels.

## Épreuves
Il n'y a pas le même nombre d'épreuves entre les hommes et les femmes :
| Sexe   | Libre | Libre | Libre | Libre | Dos  | Dos   | Brasse | Brasse | Papillon | Papillon | 4 nages | 4 nages | Relais       | Relais        |
| Sexe   | 50 m  | 100 m | 200 m | 400 m | 50 m | 100 m | 50 m   | 100 m  | 50 m     | 150 m    | 150 m   | 200 m   | 4x100m libre | 4x100m 4 nage |
| ------ | ----- | ----- | ----- | ----- | ---- | ----- | ------ | ------ | -------- | -------- | ------- | ------- | ------------ | ------------- |
| Hommes | 8     | 6     | 7     | 5     | 5    | 11    | 2      | 10     | 3        | 7        | 2       | 8       | 1            | 1             |
| Femmes | 6     | 7     | 2     | 7     | 4    | 10    | 1      | 10     | 3        | 5        | 1       | 9       | 1            | 1             |

Trois épreuves mixtes de relais en nage libre sont aux programmes :  4x50m 20 points, 4x100m S14, 4x100m 49 points.

## Classification
Les nageurs sont classés selon le type et l'étendue de leur handicap. Le système de classification permet aux sportifs de concourir avec des sportifs présentant des handicaps similaires.
- 1 à 10 : handicaps physiques divers, classés en général par gravité plutôt que par type. Les athlètes de la sous-catégorie 1 ont un plus gros handicap que ceux de la sous-catégorie 10.
- 11 à 13 : cécité (11) ou handicap visuel. Les athlètes aveugles portent des lunettes de natation noircies pour s'assurer de leur égalité. Puisqu'ils ne peuvent voir le bord du bassin, un assistant le leur indique d'une tape sur la tête.
- 14 : handicap mental.

En relais, les points sont calculés en additionnant les classifications numériques des nageurs. Si un nageur a deux classifications numériques différentes selon la course qu'il utilise (par exemple, un nageur peut être classé S9, mais SB8 pour la brasse et SM8 pour le quatre nages), la valeur en points pertinente sera pour la classification dans la nage utilisée.
- Le relais de 20 points est limité à un total combiné de 20 points et est généralement composé d'une combinaison de nageurs des catégories les plus handicapées, généralement les catégories S2, 3, 4, 5 et 6.
- Le relais de 34 points est limité à un total combiné de 34 points et est généralement composé d'une combinaison de nageurs des catégories les moins physiquement handicapées, généralement les catégories S7, 8, 9 et 10.
- Le relais de 49 points est limité à un total combiné de 49 points et est généralement composé d'une combinaison de nageurs des catégories S11, S12, S13 (déficience visuelle) et S14 (déficience intellectuelle).

## Résultats

### Podiums masculins

#### Nage libre
| Épreuves  | Or                                     | Argent                               | Bronze                                  |
| --------- | -------------------------------------- | ------------------------------------ | --------------------------------------- |
| 50 m S3   | Diego Diaz Lopez 44 s 66               | Zou Liankang 45 s 25                 | Denys Ostapchenko 45 s 95               |
| 50 m S4   | Ami Omer Dadaon 37 s 21 PR             | Takayuki Suzuki 37 s 70              | Luigi Beggiato 38 s 12                  |
| 50 m S5   | Zheng Tao 30 s 31 PR                   | Yuan Weiyi 31 s 11                   | Wang Lichao 31 s 35                     |
| 50 m S7   | Andrii Trusov 27 s 43                  | Carlos Daniel Serrano Zarate 27 s 84 | Yevhenii Bohodaiko 27 s 99              |
| 50 m S9   | Simone Barlaam 24 s 71                 | Denis Tarasov 24 s 99                | Jamal Hill 25 min 19 s                  |
| 50 m S10  | Rowan Crothers 23 s 21                 | Maksym Krypak 23 s 33                | Phelipe Andrews Melo Rodrigues 23 s 50  |
| 50 m S11  | Wendell Belarmino Pereira 26 s 03      | Hua Dongdong 26 s 18                 | Edgaras Matakas 26 s 38                 |
| 50 m S13  | Ihar Boki 23 s 21                      | Illia Yaremenko 23 s 70              | Maksym Veraksa 23 s 83                  |
| 100 m S4  | Takayuki Suzuki 1 min 21 s 58          | Luigi Beggiato 1 min 23 s 21         | Roman Zhdanov 1 min 26 s 95             |
| 100 m S5  | Francesco Bocciardo 1 min 9 s 56       | Wang Lichao 1 min 10 s 45            | Daniel de Faria Dias 1 min 10 s 80      |
| 100 m S6  | Antonio Fantin 1 min 3 s 71 WR         | Nelson Crispin Corzo 1 min 4 s 82    | Talisson Henrique Glock 1 min 5 s 45    |
| 100 m S8  | Ben Popham 57 s 37                     | Andrei Nikolaev 57 s 69              | Dimosthenis Michalentzakis 58 s 73      |
| 100 m S10 | Maksym Krypak 50 s 64                  | Rowan Crothers 51 s 37               | Stefano Raimondi 51 s 45                |
| 100 m S12 | Roman Salei 52 s 69                    | Maksym Veraksa 52 s 87               | Stephen Clegg 53 s 43                   |
| 200 m S2  | Gabriel dos Santos Araújo 4 min 6 s 52 | Alberto Abarza 4 min 14 s 17         | Vladimir Danilenko 4 min 15 s 95        |
| 200 m S3  | Denys Ostapchenko 3 min 21 s 62        | Diego Lopez Diaz 3 min 23 s 57       | Jesus Hernandez Hernandez 3 min 23 s 93 |
| 200 m S4  | Ami Omer Dadaon 2 min 44 s 84 WR       | Takayuki Suzuki 2 min 55 s 15        | Roman Zhdanov 2 min 58 s 48             |
| 200 m S5  | Francesco Bocciardo 2 min 26 s 76 PR   | Antoni Ponce Bertran 2 min 35 s 20   | Daniel de Faria Dias 2 min 38 s 61      |
| 200 m S14 | Reece Dunn 1 min 52 s 40 WR            | Gabriel Bandeira 1 min 52 s 74       | Viacheslev Emeliantsev 1 min 55 s 58    |
| 400 m S6  | Talisson Henrique Glock 4 min 54 s 42  | Antonio Fantin 4 min 55 s 70         | Viacheslav Lenskii 5 min 4 s 84         |
| 400 m S7  | Mark Malyar 4 min 31 s 06 WR           | Andrii Trusov 4 min 35 s 56          | Evan Austin 4 min 38 s 95               |
| 400 m S8  | Andrei Nikolaev 4 min 25 s 16          | Alberto Amodeo 4 min 25 s 93         | Matthew Torres 4 min 28 s 47            |
| 400 m S9  | William Martin 4 min 10 s 25 PR        | Ugo Didier 4 min 11 s 33             | Alexander Tuckfield 4 min 13 s 54       |
| 400 m S10 | Maksym Krypak 3 min 59 s 62            | Bas Takken 4 min 2 s 02              | Thomas Gallagher 4 min 3 s 91           |
| 400 m S11 | Rogier Dorsman 4 min 28 s 47           | Uchu Tomita 4 min 31 s 69            | Hua Dongdong 4 min 34 s 89              |
| 400 m S13 | Ihar Boki 3 min 58 s 18                | Kyrylo Garashchenko 4 min 2 s 07     | Alex Portal 4 min 6 s 49                |

#### Dos
| Épreuves  | Or                                | Argent                                 | Bronze                                 |
| --------- | --------------------------------- | -------------------------------------- | -------------------------------------- |
| 50 m S1   | Iyad Shalabi 1 min 11 s 79        | Anton Kol 1 min 13 s 78                | Francesco Bettella 1 min 14 s 87       |
| 50 m S2   | Gabriel dos Santos Araújo 53 s 96 | Alberto Abarza 57 s 76                 | Vladimir Danilenko 59 s 47             |
| 50 m S3   | Zou Liankang 45 s 25              | Denys Ostapchenko 45 s 57              | Diego Lopez Diaz 45 s 66               |
| 50 m S4   | Roman Zhdanov 40 s 99 WR          | Arnost Petracek 41 s 56                | Angel de Jesus Camacho Ramirez 43 s 25 |
| 50 m S5   | Zheng Tao 31 s 42 WR              | Ruan Jingsong 32 s 97                  | Wang Lichao 33 s 38                    |
| 100 m S1  | Iyad Shalabi 2 min 28 s 04        | Anton Kol 2 min 28 s 29                | Francesco Bettella 2 min 32 s 08       |
| 100 m S2  | Alberto Abarza 2 min 0 s 40       | Gabriel dos Santos Araújo 2 min 2 s 47 | Vladimir Danilenko 2 min 2 s 74        |
| 100 m S6  | Jia Hongguang 1 min 12 s 72       | Matias de Andrade 1 min 15 s 40        | Dino Sinovcic 1 min 15 s 74            |
| 100 m S7  | Andrii Trusov 1 min 8 s 14 WR     | Pipo Carlomagno 1 min 8 s 83           | Mark Malyar 1 min 10 s 08              |
| 100 m S8  | Robert Griswold 1 min 2 s 55 WR   | Inigo Llopis Sanz 1 min 6 s 82         | Liu Fengqi 1 min 7 s 09                |
| 100 m S9  | Bogdan Mozgovoi 1 min 1 s 65 WR   | Yahor Shchalkanau 1 min 1 s 96         | Timothy Hodge 1 min 2 s 16             |
| 100 m S10 | Maksym Krypak 57 s 19 WR          | Stefano Raimondi 59 s 36               | Florent Marais 1 min 1 s 30            |
| 100 m S11 | Mykhailo Serbin 1 min 8 s 63      | Viktor Smyrnov 1 min 9 s 36            | Yang Bozun 1 min 9 s 62                |
| 100 m S12 | Roman Salei 1 min 0 s 30          | Sergii Klippert 1 min 0 s 71           | Stephen Clegg 1 min 1 s 27             |
| 100 m S13 | Ihar Boki 56 s 36 WR              | Nicolas Guy Turbide 59 s 70            | Vladimir Sotnikov 59 s 86              |
| 100 m S14 | Benjamin James Hance 57 s 73 PR   | Viacheslav Emeliantsev 59 s 05         | Reece Dunn 59 s 97                     |

#### Brasse
| Épreuves   | Or                                            | Argent                               | Bronze                            |
| ---------- | --------------------------------------------- | ------------------------------------ | --------------------------------- |
| 50 m SB2   | Arnulfo Castorena 59 s 25                     | Grant Patterson 1 min 1 s 79         | Jesús Hernández 1 min 2 s 27      |
| 50 m SB3   | Roman Zhdanov 46 s 49 WR                      | Miguel Luque 49 s 08                 | Takayuki Suzuki 49 s 32           |
| 100 m SB4  | Dmitrii Cherniaev 1 min 31 s 96 WR            | Moises Fuentes Garcia 1 min 35 s 86  | Antonios Tsapatakis 1 min 40 s 20 |
| 100 m SB5  | Andrei Granichka 1 min 25 s 13 WR             | Antoni Ponce Bertran 1 min 26 s 53   | Li Junsheng 1 min 29 s 01         |
| 100 m SB6  | Yevhenii Bohodaiko 1 min 20 s 13              | Nelson Crispin Corzo 1 min 20 s 19   | Matthew Levy 1 min 21 s 10        |
| 100 m SB7  | Carlos Daniel Serrano Zarate 1 min 12 s 01 PR | Egor Efrosinin 1 min 16 s 43         | Blake Cochrane 1 min 16 s 97      |
| 100 m SB8  | Andrei Kalina 1 min 7 s 24                    | Oscar Salguero Galisteo 1 min 9 s 91 | Yang Guanglong 1 min 10 s 48      |
| 100 m SB9  | Stefano Raimondi 1 min 5 s 35                 | Artem Isaev 1 min 7 s 45             | Dmitrii Bartasinskii 1 min 8 s 6  |
| 100 m SB11 | Rogier Dorsman 1 min 11 s 22                  | Keiichi Kmura 1 min 11 s 78          | Yang Bozun 1 min 12 s 62          |
| 100 m SB12 | Vali Israfilov 1 min 4 s 86 PR                | Oleksii Fedyna 1 min 5 s 62          | Arur Saifutdinov 1 min 5 s 76     |
| 100 m SB13 | Taliso Engel 1 min 2 s 97 WR                  | David Henry Abrahams 1 min 4 s 38    | Nurdaulet Zhumagali 1 min 5 s 20  |
| 100 m SB14 | Naohide Yamaguchi 1 min 3 s 77 WR'            | Jake Michel 1 min 4 s 28             | Scott Quin 1 min 5 s 91           |

#### Papillon
| Épreuves  | Or                           | Argent                    | Bronze                                 |
| --------- | ---------------------------- | ------------------------- | -------------------------------------- |
| 50 m S5   | Zheng Tao 30 s 62            | Wang Lichao 31 s 81       | Yuan Weiyi 32 s 00                     |
| 50 m S6   | Wang Jingang 30 s 81         | Jia Hongguang 31 s 54     | Nelson Crispin Corzo 31 s 77           |
| 50 m S7   | Evan Austin 28 s 98          | Andrii Trusov 29 s 03     | Carlos Daniel Serrano Zarate 29 s 34   |
| 100 m S8  | Robert Griswold 1 min 2 s 03 | Yang Feng 1 min 3 s 20    | Denys Dubrov 1 min 3 s 23              |
| 100 m S9  | William Martin 57 s 19 WR'   | Simone Barlaam 59 s 43    | Alexander Skaliukh 1 min 0 s 54        |
| 100 m S10 | Maksym Krypak 54 s 15 WR     | Stefano Raimondi 55 s 04  | Col Pearse 57 s 66                     |
| 100 m S11 | Keiichi Kimura 1 min 2 s 57  | Uchu Tomita 1 min 3 s 59  | Wendell Belarmino Pereira 1 min 5 s 20 |
| 100 m S12 | Roman Salei 57 s 81          | Stephen Clegg 57 s 87     | Roman Makarov 58 s 65                  |
| 100 m S13 | Ihar Boki 53 s 80 PR         | Oleksii Virchenko 56 s 16 | Islam Aslanov 57 s 12                  |
| 100 m S14 | Gabriel Bandeira 54 s 76 PR  | Reece Dunn 55 s 12        | Benjamin James Hance 56 s 90           |

#### 4 nages
| Épreuves   | Or                                      | Argent                         | Bronze                                     |
| ---------- | --------------------------------------- | ------------------------------ | ------------------------------------------ |
| 150 m SM3  | Jesus Hernandez Hernandez 2 min 56 s 99 | Ahmed Kelly 3 min 2 s 23       | Grant Patterson 3 min 5 s 57               |
| 150 m SM4  | Roman Zhdanov 2 min 21 s 17 WR          | Ami Omer Dadaon 2 min 29 s 48  | Takayuki Suzuki 2 min 40 s 53              |
| 200 m SM6  | Nelson Crispin Corzo 2 min 38 s 12      | Andrei Granichka 2 min 40 s 92 | Jia Hongguang 2 min 41 s 29                |
| 200 m SM7  | Mark Malyar 2 min 29 s 01 WR            | Andrii Trusov 2 min 29 s 99    | Carlos Daniel Serrano Zarate 2 min 31 s 58 |
| 200 m SM8  | Denys Dubrov 2 min 20 s 96              | Xu Haijiao 2 min 21 s 06       | Yang Guanglong 2 min 21 s 53               |
| 200 m SM9  | Andrei Kalina 2 min 14 s 90             | Timothy Hodge 2 min 15 s 42    | Ugo Didier 2 min 17 s 15                   |
| 200 m SM10 | Maksym Krypak 2 min 5 s 68 PR           | Stefano Raimondi 2 min 7 s 68  | Bas Takken 2 min 11 s 39                   |
| 200 m SM11 | Rogier Dorsman 2 min 19 s 02 WR         | Mykhailo Serbin 2 min 27 s 97  | Uchu Tomita 2 min 28 s 44                  |
| 200 m SM13 | Ihar Boki 2 min 2 s 70                  | Alex Portal 2 min 9 s 92       | Thomas van Wanrooij 2 min 10 s 79          |
| 200 m SM14 | Reece Dunn 2 min 8 s 02 WR              | Gabriel Bandeira 2 min 9 s 56  | Vasyl Krainyk 2 min 9 s 92                 |

### Podiums féminins

#### Nage libre
| Épreuves              | Or                                    | Argent                             | Bronze                                |
| --------------------- | ------------------------------------- | ---------------------------------- | ------------------------------------- |
| 50 m S4               | Rachael Watson 39 s 36 PR             | Arjola Trimi 40 s 32 WR            | Marta Fernández Infante 40 s 85       |
| 50 m S6               | Yelyzaveta Mereshko 33 s 11           | Elizabeth Marks 33 s 15            | Anna Hontar 33 s 40                   |
| 50 m S8               | Viktoria Ichchiulova 29 s 91          | Cecília Jerônimo de Araújo 30 s 83 | Xenia Francesca Palazzo 31 s 17       |
| 50 m S10              | Anastasia Gontar 27 s 38              | Chantalle Zijderveld 27 s 42       | Aurélie Rivard 28 s 11                |
| 50 m S11,             | Ma Jia 29 s 20 WR                     | Li Guizhi 29 s 72                  | Karolína Pelendrítou 29 s 79          |
| 50 m S13              | Maria Carolina Gomes Santiago 26 s 82 | Anna Krivchina 27 s 06             | Carlotta Gilli 27 s 07                |
| 100 m S3              | Arjola Trimi 1 min 30 s 22            | Leanne Smith 1 min 37 s 68         | Anna Chichova 1 min 49 s 63           |
| 100 m S5              | Tully Kearney 1 min 14 s 39           | Zhang Li 1 min 17 s 80             | Monica Boggioni 1 min 22 s 43         |
| 100 m S7              | Giulia Terzi 1 min 9 s 21 PR          | McKenzie Coan 1 min 10 s 22        | Yelyzaveta Mereshko 1 min 11 s 07 WR  |
| 100 m S7              | Giulia Terzi 1 min 9 s 21 PR          | McKenzie Coan 1 min 10 s 22        | Yuyan Jiang 1 min 11 s 07 WR          |
| 100 m S9              | Sophie Pascoe 1 min 2 s 37            | Sarai Gascón Moreno 1 min 2 s 77   | Mariana Ribeiro 1 min 3 s 39          |
| 100 m S10             | Aurélie Rivard 58 s 14 WR             | Chantalle Zijderveld 1 min 0 s 23  | Lisa Kruger 1 min 0 s 68              |
| 100 m S11             | Li Guizhi 1 min 5 s 87 PR'            | Liesette Bruinsma 1 min 6 s 55     | Cai Liwen 1 min 6 s 56                |
| 100 m S12             | Maria Carolina Gomes Santiago 59 s 01 | Daria Pikalova 59 s 13             | Hannah Russell 1 min 0 s 25           |
| 200 m S5              | Zhang Li 2 min 46 s 53                | Tully Kearney 2 min 46 s 65        | Monica Boggioni 2 min 55 s 70         |
| 200 m S14             | Valeriia Chabalina 2 min 3 s 71       | Bethany Firth 2 min 3 s 99         | Jessica-Jane Applegate 2 min 9 s 53   |
| 400 m S6              | Jiang Yuyan 5 min 4 s 57 WR           | Yelyzaveta Mereshko 5 min 12 s 61  | Nora Meister 5 min 19 s 67            |
| 400 m S7              | McKenzie Coan 5 min 5 s 84            | Giulia Terzi 5 min 6 s 32          | Julia Gaffney 5 min 11 s 89           |
| 400 m S8              | Morgan Stickney 4 min 42 s 39         | Jessica Long 4 min 43 s 41         | Xenia Francesca Palazzo 4 min 56 s 79 |
| 400 m S9              | Lakeisha Patterson 4 min 36 s 68      | Zsófia Konkoly 4 min 36 s 76       | Toni Shaw 4 min 39 s 32               |
| 400 m S10             | Aurélie Rivard 4 min 24 s 08 WR       | Bianka Pap 4 min 29 s 83           | Oliwia Jabłońska 4 min 33 s 20        |
| 400 m S11             | Anastasia Pagonis 4 min 54 s 49 WR    | Linette Bruinsma 5 min 5 s 34      | Cai Liwen 5 min 7 s 56                |
| 400 m S13 (incl. S12) | Anna Stetsenko 4 min 23 s 92          | Carlotta Gilli 4 min 26 s 14       | Katja Dedekind 4 min 35 s 87          |

#### Dos
| Épreuves  | Or                                 | Argent                           | Bronze                                     |
| --------- | ---------------------------------- | -------------------------------- | ------------------------------------------ |
| 50 m S2   | Yip Pin Xiu 1 min 2 s 04           | Miyuki Yamada 1 min 6 s 98       | Feng Yazhu 1 min 11 s 55                   |
| 50 m S3   | Arjola Trimi 51 s 34               | Ellie Challis 55 s 11            | Ioulia Chichova 57 s 03                    |
| 50 m S4   | Liu Yu 44 s 68 WR                  | Zhou Yanfei 48 s 42              | Alexandra Stamatopoulou 49 s 63            |
| 50 m S5   | Lu Dong 37 s 18 WR                 | Teresa Perales 43 s 02           | Sevilay Öztürk 43 s 48                     |
| 100 m S2  | Yip Pin Xiu 2 min 16 s 61          | Miyuki Yamada 2 min 26 s 18      | Fabiola Ramirez 2 min 36 s 54              |
| 100 m S6  | Elizabeth Marks 1 min 19 s 57 WR   | Jiang Yuyan 1 min 20 s 65        | Verena Schott 1 min 21 s 16                |
| 100 m S7  | Mallory Weggemann 1 min 21 s 27 PR | Danielle Dorris 1 min 21 s 91    | Julia Gaffney 1 min 22 s 02                |
| 100 m S8  | Tupou Neiufi 1 min 16 s 84         | Kateryna Denysenko 1 min 18 s 31 | Jessica Long 1 min 18 s 55                 |
| 100 m S9  | Hannah Aspden 1 min 9 s 22         | Núria Marquès 1 min 10 s 26      | Sophie Pascoe 1 min 11 s 15                |
| 100 m S10 | Bianka Pap 1 min 6 s 70            | Aurélie Rivard 1 min 8 s 94      | Lisa Kruger 1 min 9 s 44                   |
| 100 m S11 | Cai Liwen 1 min 13 s 46 WR         | Wang Xinyi 1 min 13 s 71         | Li Guizhi 1 min 16 s 98                    |
| 100 m S12 | Hannah Russell 1 min 8 s 44        | Daria Pikalova 1 min 8 s 76      | Maria Carolina Gomes Santiago 1 min 9 s 18 |
| 100 m S13 | Gia Pergolini 1 min 4 s 44 WR      | Carlotta Gilli 1 min 6 s 10      | Katja Dedekind 1 min 6 s 49                |
| 100 m S14 | Bethany Firth 1 min 5 s 92         | Valeriia Chabalina 1 min 6 s 85  | Jessica-Jane Applegate 1 min 7 s 93        |

#### Brasse
| Épreuves   | Or                                             | Argent                         | Bronze                            |
| ---------- | ---------------------------------------------- | ------------------------------ | --------------------------------- |
| 50 m SB3   | Marta Fernández Infante 58 s 21                | Natalia Boutkova 1 min 0 s 54  | Nely Miranda 1 min 1 s 60         |
| 100 m SB4  | Fanni Illés 1 min 44 s 41                      | Giulia Ghiretti 1 min 50 s 36  | Yao Cuan 1 min 50 s 77            |
| 100 m SB5  | Yelyzaveta Mereshko 1 min 40 s 59              | Grace Harvey 1 min 42 s 22     | Verena Schott 1 min 43 s 61       |
| 100 m SB6  | Maisie Summers-Newton 1 min 32 s 34 PR         | Liu Daomin 1 min 33 s 30       | Sophia Herzog 1 min 36 s 06       |
| 100 m SB7  | Maria Pavlova 1 min 31 s 44                    | Jessica Long 1 min 34 s 82     | Tiffany Thomas Kane 1 min 35 s 02 |
| 100 m SB8  | Ellen Keane 1 min 19 s 93                      | Sophie Pascoe 1 min 20 s 32    | Adelina Razetdinova 1 min 24 s 77 |
| 100 m SB9  | Chantalle Zijderveld 1 min 10 s 99 WR          | Lisa Kruger 1 min 13 s 91      | Keira Stephens 1 min 17 s 59      |
| 100 m SB11 | Karolína Pelendrítou 1 min 19 s 78 WR          | Ma Jia 1 min 19 s 82           | Yana Berezhna 1 min 27 s 02       |
| 100 m SB12 | Maria Carolina Gomes Santiago 1 min 14 s 89 PR | Daria Lukianenko 1 min 17 s 55 | Yaryna Matlo 1 min 20 s 31        |
| 100 m SB13 | Elena Krawzow 1 min 13 s 46                    | Rebecca Redfern 1 min 14 s 10  | Colleen Young (en) 1 min 15 s 69  |
| 100 m SB14 | Michelle Alonso Morales 1 min 12 s 02 WR       | Louise Fiddes 1 min 15 s 93    | Beatriz Carneiro 1 min 17 s 61    |

#### Papillon
| Épreuves  | Or                                 | Argent                             | Bronze                                          |
| --------- | ---------------------------------- | ---------------------------------- | ----------------------------------------------- |
| 50 m S5   | Lu Dong 39 s 54                    | Marta Fernández Infante 40 s 22    | Cheng Jiao 43 s 04                              |
| 50 m S6   | Jiang Yuyan 34 s 69                | Nicole Turner 36 s 30              | Elizabeth Marks 36 s 83                         |
| 50 m S7   | Danielle Dorris 32 s 99 WR         | Mallory Weggemann 34 s 30          | Giulia Terzi 34 s 32                            |
| 100 m S8  | Jessica Long 1 min 9 s 87          | Viktoria Ichchiulova 1 min 10 s 80 | Laura Carolina González Rodríguez 1 min 20 s 93 |
| 100 m S9  | Zsófia Konkoly 1 min 6 s 55 PR     | Elizabeth Smith 1 min 8 s 22       | Sarai Gascón 1 min 8 s 43                       |
| 100 m S10 | Mikaela Jenkins 1 min 0 s 52       | Jasmine Greenwood 1 min 7 s 89     | Chantalle Zijderveld 1 min 7 s 91               |
| 100 m S13 | Carlotta Gilli 1 min 2 s 65        | Alessia Berra 1 min 5 s 67         | Daria Pikalova 1 min 5 s 86                     |
| 100 m S14 | Valeriia Chabalina 1 min 3 s 59 WR | Paige Leonhardt 1 min 5 s 48       | Ruby Storm 1 min 6 s 50                         |

#### 4 nages
| Épreuves   | Or                                     | Argent                                | Bronze                                    |
| ---------- | -------------------------------------- | ------------------------------------- | ----------------------------------------- |
| 150 m SM4  | Liu Yu 2 min 41 s 91                   | Zhou Yanfei 2 min 47 s 41             | Natalia Butkova 2 min 53 s 25             |
| 200 m SM5  | Lu Dong 3 min 20 s 53                  | Cheng Jiao 3 min 20 s 80              | Monica Boggioni 3 min 39 s 50             |
| 200 m SM6  | Maisie Summers-Newton 2 min 56 s 68 WR | Yelyzaveta Mereshko 2 min 58 s 04     | Verena Schott 2 min 59 s 09               |
| 200 m SM7  | Mallory Weggemann 2 min 55 s 48        | Ahalya Lettenberger 3 min 2 s 82      | Tiffany Thomas Kane 3 min 3 s 11          |
| 200 m SM8  | Jessica Long 2 min 41 s 49             | Xenia Francesca Palazzo 2 min 47 s 86 | Maria Pavlova 2 min 48 s 63               |
| 200 m SM9  | Sophie Pascoe 2 min 32 s 73            | Zsófia Konkoly 2 min 33 s 00          | Nuria Marqués 2 min 35 s 64               |
| 200 m SM10 | Chantalle Zijderveld 2 min 24 s 85 WR  | Bianka Pap 2 min 26 s 12              | Lisa Kruger 2 min 27 s 86                 |
| 200 m SM11 | Ma Jia 2 min 42 s 14 WR                | Cai Liwen 2 min 42 s 91               | Anastasia Pagonis 2 min 45 s 61           |
| 200 m SM13 | Carlotta Gilli 2 min 21 s 44           | Colleen Young (en) 2 min 26 s 80      | Shokhsanamkhon Toshpulatova 2 min 27 s 92 |
| 200 m SM14 | Valeriia Chabalina 2 min 20 s 99       | Bethany Firth 2 min 23 s 19           | Louise Fiddes 2 min 29 s 21               |

#### Relais
| Épreuves                  | Or | Argent | Bronze                                                                                                 |
| ------------------------- | --- | --- | --- |
| 4x100 m libre 34 Points   | Italie Xenia Francesca Palazzo (S8) Vittoria Bianco (S9) Giulia Terzi (S7) Alessia Scortechini (S10) 4 min 24 s 85 | Australie Ellie Cole (S9) Isabella Vincent (S7) Emily Beecroft (S9) Ashleigh McConnell (S9) 4 min 26 s 82      | Canada Morgan Bird (S8) Katarina Roxon (S9) Sabrina Duchesne (S7) Aurélie Rivard (S10) 4 min 30 s 40   |
| 4x100 m 4 nages 34 Points | États-Unis Hannah Aspden (S9) Mikaela Jenkins (S10) Jessica Long (S8) Morgan Stickney (S8) 4 min 52 s 40           | RPC Anastasiia Gontar (S10) Elizaveta Sidorenko (S10) Viktoriia Ishchiuloav (S8) Ani Palian (S7) 4 min 55 s 55 | Australie Ellie Cole (S9) Keira Stephens (S10) Emily Beecroft (S9) Isabella Vincent (S7) 4 min 55 s 70 |

### Podiums mixte

#### Relais
| Épreuves           | Or | Argent | Bronze |
| ------------------ | --- | --- | --- |
| 4 x 50m 20 points  | Chine Zhang Li (S5) Zheng Tao (S5) Yuan Weiyi (S5) Lu Dong (S5) 2 min 15 s 49 WR                          | Italie Giulia Terzi (S7) Arjola Trimi (S3) Luigi Beggiato (S4) Antonio Fantin (S6) 2 min 21 s 45                                            | Brésil Patricia Pereira dos Santos (S4) Daniel de Faria Dias (S5) Joana Maria da Silva Neves Euzebio (S5) Talisson Henrique Glock (S6) 2 min 24 s 82 |
| 4 x 100m S14       | Grande-Bretagne Reece Dunn Bethany Firth Jessica-Jane Applegate Jordan Catchpole 3 min 40 s 63 WR         | Australie Ricky Betar Benjamin James Hance Ruby Storm Madeleine McTernan 3 min 46 s 38                                                      | Brésil Gabriel Bandeira Ana Karolina Soares de Oliveira Debora Borges Carneiro Felipe Vila Real 3 min 51 s 23                                        |
| 4 x 100m 49 points | RPC Ilnur Garipov (S11) Anna Krishina (S13) Daria Pikalova (S12) Vladimir Sotnikov (S13) 3 min 53 s 79 PR | Brésil Wendell Belarmino Pereira (S11) Douglas Matera (S13) Lucilene da Silva Sousa (S12) Maria Carolina Gomes Santiago (S12) 3 min 54 s 95 | Ukraine Maryna Piddubina (S11) Maksym Veraksa (S12) Anna Stetsenko (S13) Kyrylo Garashchenko (S13) 3 min 55 s 15                                     |

### Tableau des médailles
| Rang  | Nation             | Or  | Argent | Bronze | Total |
| ----- | ------------------ | --- | ------ | ------ | ----- |
| 1     | Chine              | 19  | 19     | 18     | 56    |
| 2     | RPC                | 17  | 14     | 18     | 49    |
| 3     | États-Unis         | 15  | 10     | 10     | 35    |
| 4     | Ukraine            | 14  | 18     | 11     | 43    |
| 5     | Italie             | 11  | 16     | 12     | 39    |
| 6     | Australie          | 8   | 10     | 15     | 33    |
| 7     | Grande-Bretagne    | 8   | 9      | 9      | 26    |
| 8     | Brésil             | 8   | 5      | 10     | 23    |
| 9     | Israël             | 6   | 1      | 1      | 8     |
| 10    | Pays-Bas           | 5   | 6      | 6      | 17    |
| 11    | Biélorussie        | 5   | 1      | 0      | 6     |
| 12    | Azerbaïdjan        | 4   | 0      | 0      | 4     |
| 13    | Japon              | 3   | 7      | 3      | 13    |
| 14    | Hongrie            | 3   | 4      | 0      | 7     |
| 15    | Canada             | 3   | 3      | 2      | 8     |
| 16    | Mexique            | 3   | 1      | 6      | 10    |
| 17    | Nouvelle-Zélande   | 3   | 1      | 1      | 5     |
| 18    | Espagne            | 2   | 9      | 3      | 14    |
| 19    | Colombie           | 2   | 4      | 4      | 10    |
| 20    | Allemagne          | 2   | 0      | 3      | 5     |
| 21    | Singapour          | 2   | 0      | 0      | 2     |
| 22    | Chili              | 1   | 2      | 0      | 3     |
| 23    | Irlande            | 1   | 1      | 0      | 2     |
| 24    | Chypre             | 1   | 0      | 1      | 2     |
| 25    | France             | 0   | 2      | 3      | 5     |
| 26    | Argentine          | 0   | 2      | 0      | 2     |
| 27    | République tchèque | 0   | 1      | 0      | 1     |
| 28    | Grèce              | 0   | 0      | 3      | 3     |
| 29    | Ouzbékistan        | 0   | 0      | 2      | 2     |
| 30    | Croatie            | 0   | 0      | 1      | 1     |
| 30    | Kazakhstan         | 0   | 0      | 1      | 1     |
| 30    | Lituanie           | 0   | 0      | 1      | 1     |
| 30    | Pologne            | 0   | 0      | 1      | 1     |
| 30    | Suisse             | 0   | 0      | 1      | 1     |
| 30    | Turquie            | 0   | 0      | 1      | 1     |
| Total | Total              | 146 | 146    | 147    | 439   |